# Famille de Lesseps
La famille de Lesseps est une famille subsistante d'ancienne bourgeoisie française, originaire de Bayonne (Pyrénées-Atlantiques) qui a formé plusieurs branches. La branche aînée s'est installée à La Nouvelle-Orléans (États-Unis) vers 1816 où il n'est pas prouvé qu'elle subsiste en ligne masculine de nos jours; la branche cadette a donné plusieurs diplomates dont notamment Ferdinand de Lesseps (1805-1894), concepteur du canal de Suez.

## Histoire

### Premières générations à Bayonne
La famille de Lesseps, originaire du pays basque français est établie à Bayonne dès le XVIe siècle avec Bertrand de Lesseps, fourbisseur.
La famille apparaît pour la première fois à Bayonne en 1620 avec deux modestes ouvriers, qui paraissent être frères : Jeban, maître charpentier, et Esteben, maître fourbisseur, ce dernier est l'auteur de la descendance de la famille
La filiation suivie des premières générations est la suivante :
I) Esteben de Lesseps (mort en 1668 à 94 ans), marié à Marie de Guaillat dont quatre enfants: Jehan, Pierre, Augier et Madeleine. 
II) Jean de Lesseps (né le 6 Décembre 1621 et mort en 1677) est, comme son grand-père, maître fourbisseur. Ce nom de fourbisseur désignait à Bayonne, les couteliers, les repasseurs et les fabricants de lames et d'armes blanches, telles que épées, sabres, poignards. Marié à Agnès de Proiset, il est, entre autres, le père de Bertrand (1647) et de Pierre (1660).
III) Bertrand de Lesseps (né le 6 Décembre 1647 et mort en 1708), est lui aussi, maître fourbisseur. Il devient ensuite capitaine du guet de la ville de Bayonne. De son mariage en secondes noces avec Marie Dumont, il a 4 enfants : Marie, Bertrand (prêtre † 1706), Jean (né en 1682 apothicaire à Bidache, marié à Gracy Labadie), Plaisance (née en 1685, mariée à Bernard Dangla, maître gantier) et Pierre (né en 1690) qui continue la lignée. 
IV) Pierre de Lesseps (1690-1759), il devient secrétaire-greffier de la ville de Bayonne, notaire royal, et secrétaire des commandements de la reine d'Espagne Marie-Anne de Neubourg, veuve de Charles II, internée à Bayonne de 1706 à 1738. C'est avec lui que commence l'essor de la famille. Il épouse en 1715 Catherine Fourcade, fille d'un riche négociant. Ils ont quinze enfants dont entre autres : 
- Dominique de Lesseps (1715-1794) ministre plénipotentiaire à Bruxelles, anobli par lettres patentes de Louis XVI en  1777, dont la postérité s'éteint avec son fils Charles Pascal de Lesseps (1779-1868).
- Pierre de Lesseps (né en 1716) qui fait le commerce à Cadix et plus tard aux Indes Orientales
- Jean-Barthélemy de Lesseps (1720-1795) qui succède à son père  comme secrétaire-greffier de Bayonne où il continue la descendance de la famille.
- Michel de Lesseps (1729), commis aux Affaires Étrangères, à Versailles
- Martin de Lesseps (1730-1807), consul général de France à Hambourg, puis en Russie, grand-père de Ferdinand de Lesseps.

Alexandre de Lesseps (1796-1867) et son frère Charles de Lesseps (1798-1876) s'établirent en Louisiane vers 1816, fondant ainsi la branche américaine de la famille de Lesseps qui subsiste sans doute de nos jours[réf. nécessaire]. Un de leurs descendants, en ligne féminine, deLesseps (prénom) Story Morrison (1912-1964), fut maire de La Nouvelle-Orléans entre 1946 et 1961.

## Personnalités
- Mathieu de Lesseps, connu sous le titre de « comte de Lesseps »[5], diplomate, nommé préfet du Cantal par Napoléon Ier en avril 1815.
- Ferdinand de Lesseps (1805-1894), fils du précédent, concepteur des canaux de Suez (1859-1869) et du Panama (1880), ancêtre de la branche française subsistante.

## Généalogie simplifiée
- Jehan de Lesseps (1621-1677) fourbisseur (coutelier) à Bayonne, marié à Agnès de Proizet puis à Catherine de Proizet.
  - Bertrand Lesseps (1647-1708), fourbisseur puis capitaine du guet de Bayonne, marié en 1675 à  Louise Fisson puis en 1691 à Marie Dumont.
    - Pierre Lesseps (1690-1759), notaire royal.
      - Dominique de Lesseps (1715-1794), ministre chargé d'affaires (diplomate) du roi Louis XV près les Pays-Bas autrichiens[6], anobli par lettres patentes en 1777.
        - Charles Pascal de Lesseps (1779-1868), maire d'Oran.

      - Jean-Barthélemy de Lesseps (1720-1795), notaire, greffier de la ville de Bayonne[4].
        - Pierre de Lesseps (1770-1829), greffier de la ville de Bayonne[4].
          - Alexandre de Lesseps (1796-1867), établi en Louisiane vers 1816[4].
            - Amélie de Lesseps (1832-1866), mariée à Henri Clément Story.
              - Ann Eliza Story (1860-1909), mariée à Benjamin Olivier de Vezin.
                - Anita Olivier (1887-1973), mariée à Jacob Haight Morisson
                  - deLesseps (prénom) Story Morrison (1912-1964), maire de la Nouvelle-Orléans de 1946 à 1961, marié à Corinne Waterman.

          - Charles de Lesseps (1798-1876), établi à La Nouvelle-Orléans en Louisiane vers 1816, marié à Victoria Ysabel Paulina Guillot dont postérité6[4].

      - Martin de Lesseps (1730-1807), consul à Hambourg puis consul général à Saint-Pétersbourg, dont :
        - Barthélemy de Lesseps (1766-1834), membre de l'expédition de La Pérouse en qualité d'interprète franco-russe, diplomate, écrivain,.
          - Fortunée de Lesseps.

        - Mathieu de Lesseps (1771-1832), diplomate, préfet du Cantal du 6 au 15 avril 1815.
          - Théodore de Lesseps (1802-1874), ministre plénipotentiaire de 1re classe (1853), sénateur du Second Empire.
          - Ferdinand de Lesseps (1805-1894), diplomate, concepteur des canaux de Suez et de Panama, académicien, grand-croix de l'ordre national de la Légion d'honneur. Marié à  Agathe Delamalle (2 enfants) puis veuf en 1853, il épouse  en 1869 Louise Hélène Autard de Bragard.
            - (1) Charles Aimé de Lesseps (1840-1923), juriste et ingénieur.
            - (1) Aimé Victor de Lesseps (1848-1896), diplomate, chevalier de l'ordre national de la Légion d'honneur.
              - Edmond Jules de Lesseps (1883-1939), marié à Amélie La Caze.
                - Victor Jacques de Lesseps (1910-1996)[7]), consul à Khartoum, ambassadeur à Monaco, marié à Diana Sampson (1917-1993)[8].
                  - Alexandre de Lesseps (1949), entrepreneur, marié en 1993 en quatrièmes noces à Luann Nadeau (1965) (connue sous le nom de Luann de Lesseps, personnalité de la télévision aux USA. Ils divorcent en 2009. Dont deux enfants : Noël et Victoria de Lesseps (1994) artiste.
                  - Ferdinand de Lesseps (1957), pilote.

            - (2) Jacques de Lesseps (1883-1927), pionnier de l'aviation, croix de guerre 1914-1918 avec sept citations, chevalier de l'ordre national de la Légion d'honneur.

          - Jules de Lesseps (1809-1887), diplomate, officier de l'ordre national de la Légion d'honneur.
          - Adélaïde Marie de Lesseps (1803-1870), mariée en 1821 à Jules Adolphe Édouard Tallien (Édouard Cabarrus), médecin très en vue sous le Second Empire, et fils de Madame Tallien, la Notre-Dame de Thermidor de la Révolution[9].

  - Pierre de Lesseps (1660-1721), maître fourbisseur, marié en 1694 à Jeanne Labat.
    - Bertrand Léon de Lesseps (1701-1798), fourbisseur puis capitaine de navire, marié en 1730 à Anne Lafaye.
      - Jean Baptiste de Lesseps (1734-1798), marié en 1764 à Louise Catherine Bernigole.
        - Pierre de Lesseps (1774-1832), marié en 1803 à Jeanne Fonblanc.
          - Jean-Charles de Lesseps (1804-1880), journaliste, député et conseiller d'État.

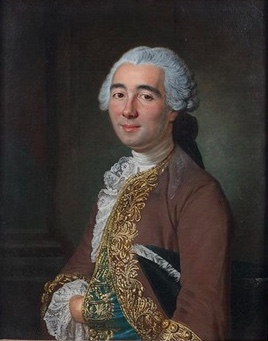
Dominique de Lesseps (1715-1794)
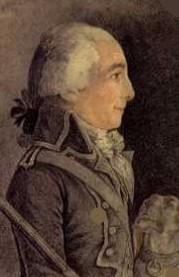
Martin de lesseps (1730-1807)
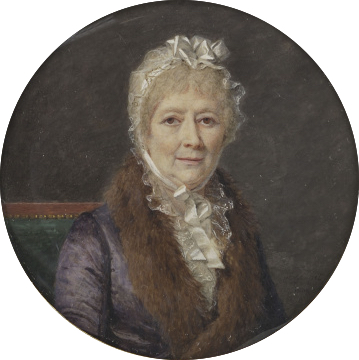
Madame Martin de Lesseps (née Anna de Cayzergues)
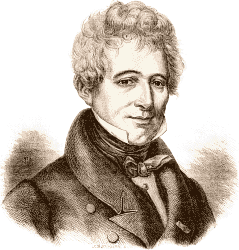
Barthélemy de Lesseps (1766-1834)
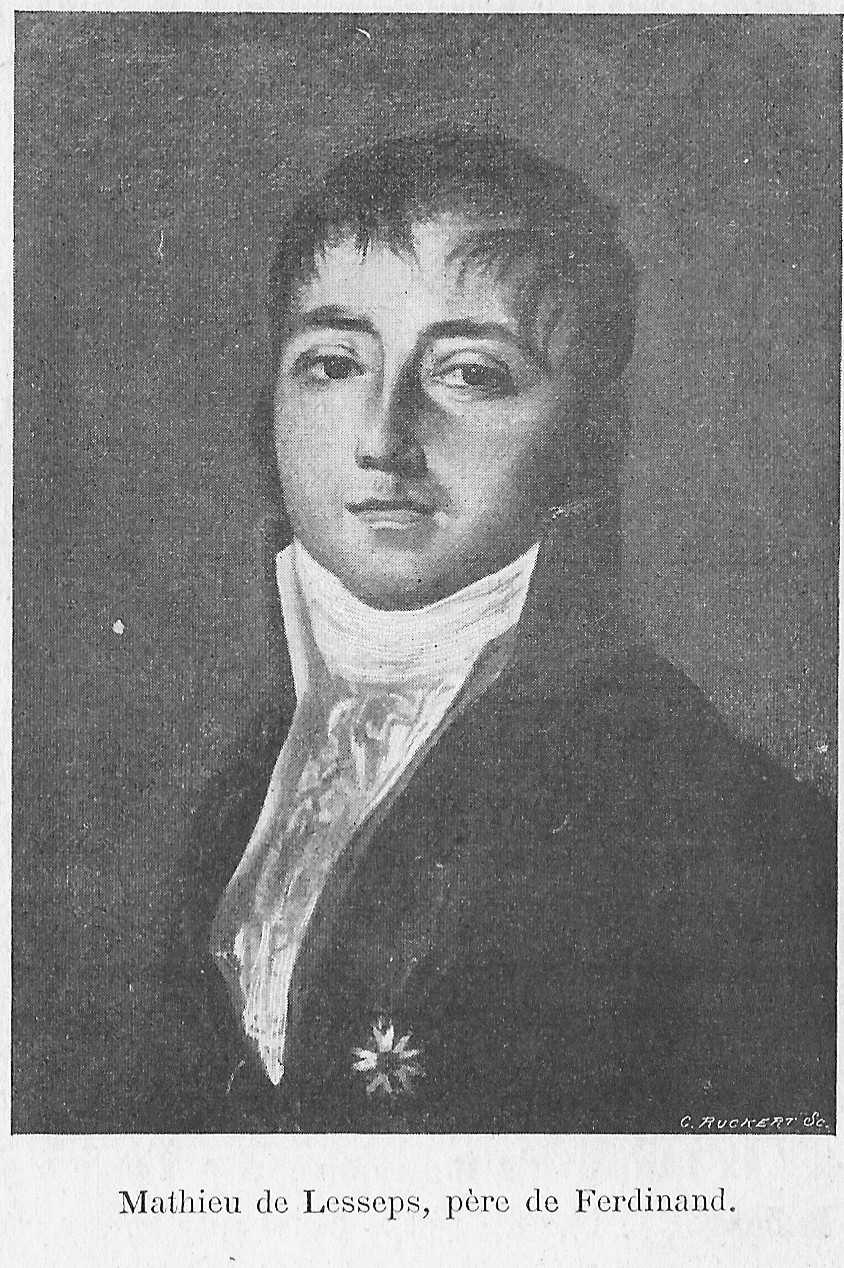
Mathieu de Lesseps (1771-1832)
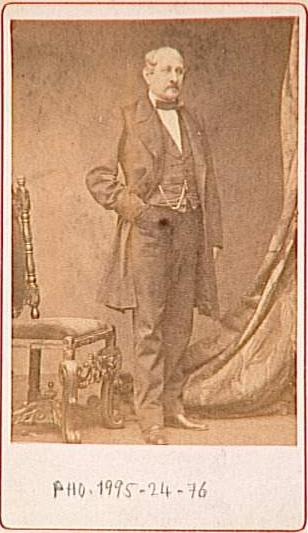
Théodore de Lesseps (1802-1874)
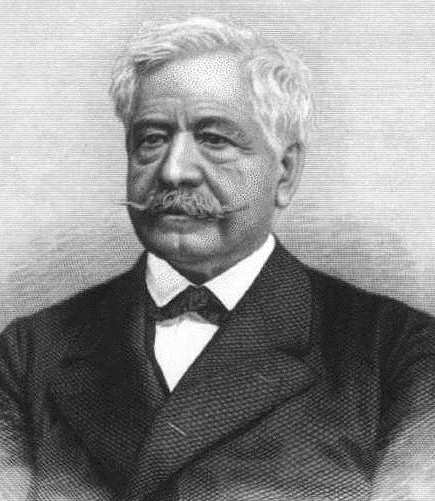
Ferdinand de Lesseps (1805-1894)
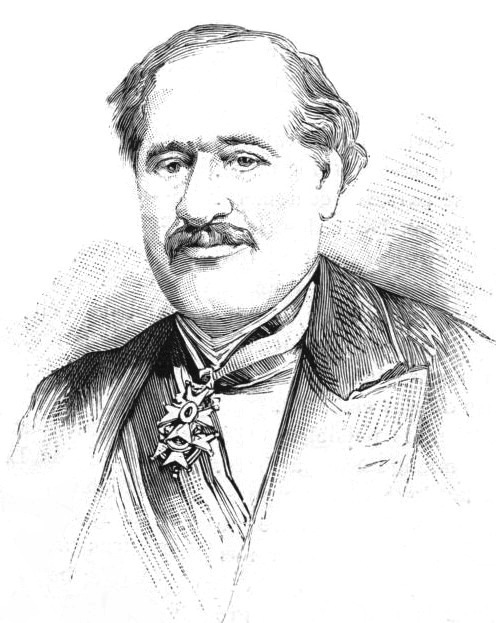
Jules de Lesseps (1809-1887)
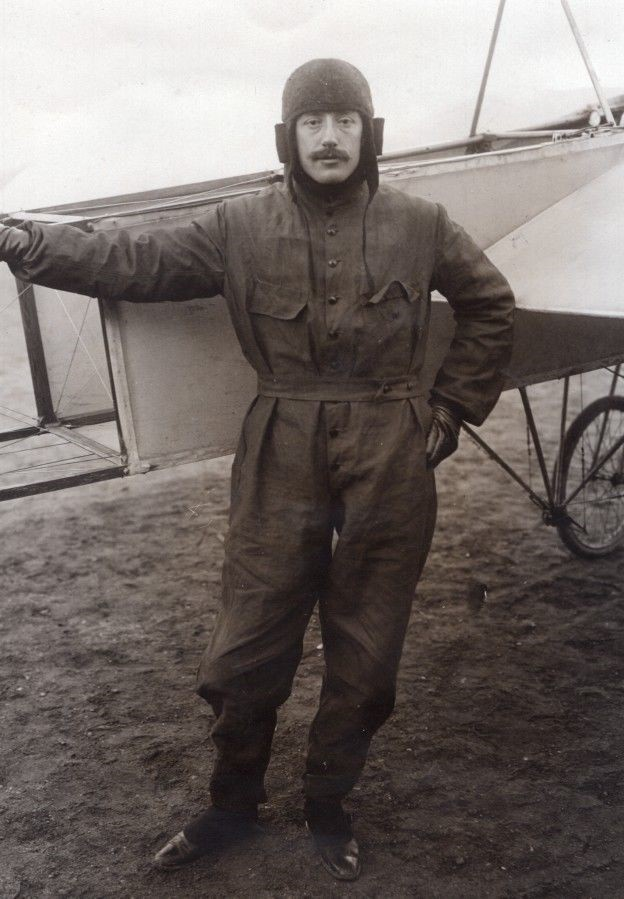
Jacques de Lesseps (1883-1927)

## Armes

Autres armes de la famille de Lesseps

- D'argent, au cep de vigne, terrassé de sinople, fruité de deux grappes de raisin de sable et surmonté d'une étoile d'azur.[10].

## Postérité
- Place Lesseps, à Barcelone
- Lesseps, canton au Québec
- Quai Ferdinand-de-Lesseps, à Rouen
- Quai de Lesseps à Bayonne